# Cho Se-kwon
Cho Se-kwon (조세권?, 趙世權?; 26 giugno 1978) è un ex calciatore sudcoreano, di ruolo difensore.